# Hans Morgenthau
Hans Joachim Morgenthau (Coburg, 17 februari 1904 – New York, 19 juli 1980) was een Amerikaans politicoloog van Duits-Joodse oorsprong, gespecialiseerd in het veld van de internationale betrekkingen. Hij wordt gezien als een van de belangrijkste politicologen van de 20e eeuw. Hij heeft veel bijdragen geleverd aan de studie van internationale wetten. Zijn boek, Politics Among Nations, was in de Verenigde Staten decennialang een van de belangrijkste politieke tekstboeken op universiteiten.

## Biografie
Morgenthau werd geboren in een Joodse familie in Coburg, Duitsland. Hij studeerde aan de Casimirianum. Van 1923 tot 1927 studeerde hij onder andere filosofie en rechten aan de universiteiten van Berlijn, Frankfurt en München.
In 1932 verliet Morgenthau Duitsland en werd privédocent aan de Universiteit van Genève. Vanwege het antisemitische beleid dat Zwitserland ging voeren, verloor Morgenthau in 1933 zijn baan. In 1935 werd hij aangenomen bij de Complutense-universiteit van Madrid. Hij trouwde toen ook met zijn vriendin Irma Thormann. Vanwege de opkomst van het nationaalsocialisme keerde hij niet meer naar Duitsland terug. In 1937 emigreerde Morgenthau naar de Verenigde Staten. Hij gaf in de Verenigde Staten jarenlang les aan de Universiteit van Chicago.
Morgenthau hield contact met veel intellectuelen en schrijvers van zijn tijd, zoals Reinhold Niebuhr, George Kennan, en Hannah Arendt. Tijdens de beginperiode van de Koude Oorlog was hij raadgever voor de U.S. State Department. Gedurende het grootste gedeelte van zijn carrière was Morgenthau academisch criticus op het gebied van het Amerikaanse beleid tegenover het buitenland. Zo sprak hij zich openlijk uit tegen Amerika’s deelname aan de Vietnamoorlog. Hij overleed in 1980 na een kort ziekbed.
Morgenthau wordt gezien als een van de oprichters van de 20e-eeuwse scholen gebaseerd rondom realisme, Hij drong aan op het belang van “het nationale belang”. Hij wordt tegenwoordig vaak als een klassiek realist gezien en daarmee tegenover het structureel realisme van Kenneth Waltz geplaatst.

## Morgenthau's politiek realisme
De belangrijkste aannames van het realisme in de internationale betrekkingen zijn dat staten de belangrijkste actoren zijn die als unitair en rationeel kunnen worden beschouwd. In zijn boek Politics Among Nations zet Morgenthau in het openingshoofdstuk de 'Zes Principes van Politiek Realisme' uiteen.
1. Politiek realisme gelooft dat de politiek wordt geregeerd door objectieve wetten die wortelen in de menselijke aard.
2. Belangen van actoren worden gedefinieerd in termen van macht.
3. De invulling van de belangen in termen van macht zijn afhankelijk van de politieke en culturele context.
4. Er is een spanning tussen het morele gebod en de vereisten voor succesvol politiek handelen.
5. Politiek realisme weigert de morele aspiraties van specifieke landen te identificeren.
6. Politiek realisme gaat uit van de autonomie van de politieke sfeer.